# 大塚吉兵衛
大塚 𠮷兵衛（おおつか きちべえ、1944年（昭和19年）6月19日 - ）は、日本の歯科医師、歯学者、歯学博士。栃木県宇都宮市生まれ。
第13代日本大学総長・学長、日本大学名誉学長、元日本大学歯学部生化学講座教授。硬組織再生生物学会理事長。

## 人物
- 1944年 - 栃木県にて生まれ育つ
- 1963年 - 栃木県立宇都宮高等学校卒業
- 1969年 - 日本大学歯学部卒業[2]
- 1970年 - 歯科医師
- 1973年 - 日本大学大学院歯学研究科を修了し[2]、「ヒト歯肉のIsocitrate Dehydrogenaseに関する生化学的研究」[5][6] で日本大学歯学博士、日本大学助手
- 1974年 - 日本大学専任講師
- 1979年 - 日本大学助教授[2]
- 1981年 - トロント大学歯学部客員教授
- 1993年 - 日本大学教授[2]
- 1999年 - 日本大学学務担当
- 2004年 - 4月 日本大学歯学部次長、10月 日本大学歯学部部長
- 2006年 - 日本大学副総長[2]
- 2009年 - 日本大学副総長[2]
- 2010年 - 日本大学総合科学研究所長[2]
- 2011年 - 第13代日本大学総長[2]
- 2013年 - 日本大学学長[2]
- 2020年 - 日本大学名誉学長[3]

## 賞歴
- 2001年 - 硬組織生物学会賞

## 役員
- 関東大学ラグビーフットボール連盟会長
- 社団法人日本私立歯科大学協会副会長